# Eulimnadia antlei
Eulimnadia antlei är en kräftdjursart som beskrevs av J.G. Mackin 1940. Eulimnadia antlei ingår i släktet Eulimnadia och familjen Limnadiidae. Inga underarter finns listade i Catalogue of Life.